# Frontière entre l'Albanie et l'Italie
La frontière entre l'Albanie et l'Italie est la frontière internationale, intégralement maritime, qui délimite l'Albanie et l'Italie dans le canal d'Otrante. C'est l'une des frontières extérieures de l'espace Schengen. 
Un traité définit précisément la limite fixée à partir de dix-sept points : 
- point 1 : 41° 16' 39" 18° 27' 43" ;
- point 2 : 41° 11' 37" 18° 32' 34" ;
- point 3 : 41° 08' 01" 18° 34' 37" ;
- point 4 : 41° 06' 29" 18° 35' 42" ;
- point 5 : 40° 55' 03" 18° 39' 31" ;
- point 6 : 40° 53' 06" 18° 39' 34" ;
- point 7 : 40° 50' 50" 18° 40' 16" ;
- point 8 : 40° 43' 59" 18° 42' 40" ;
- point 9 : 40° 40' 10" 18° 44' 23" ;
- point 10 : 40° 38' 46" 18° 44' 43" ;
- point 11 : 40° 35' 38" 18° 45' 35" ;
- point 12 : 40° 30' 44" 18° 47' 45" ;
- point 13 : 40° 23' 17" 18° 51' 05" ;
- point 14 : 40° 21' 30" 18° 51' 35" ;
- point 15 : 40° 18' 50" 18° 52' 48" ;
- point 16 : 40° 12' 13" 18° 57' 05" ;
- point 17 : 40° 07' 55" 18° 58' 38".

Le point 1, le plus au nord est un tri-point avec le Monténégro et le point 17, le plus au sud, avec la Grèce. 